# Мандалговь
Манда́лговь (Манда́лгоби; монг. Мандалговь?, ᠮᠠᠨᠳᠠᠯᠭᠣᠪᠢ?) — административный центр аймака Дундговь Монголии, расположен на расстоянии 240 километров от Улан-Батора (260 километров наземным транспортом), на границе пустыни Гоби.
Численность населения в 2005 году составила 10506 человек, в 2007 — 10299 человек. В 2000 году, по некоторым источникам, составляла около 14,5 тысяч. Практически все население города составляют халха-монголы. В 80-е годы двадцатого века действовал кирпичный завод, был построен завод железобетонных изделий. В городе также действует небольшой пищевой завод, выпускающий хлеб, кондитерские изделия и напитки (различные сорта лимонада). Действует краеведческий музей. В 1991 год открыт ламаистский монастырь.
С запада к городу примыкал военный городок, в котором дислоцировался советский мотострелковый полк (в/ч ПП 91147). В связи с сокращением группировки советских войск в Монголии вывод полка в СССР начался весной 1987 года.
В городе имеется аэропорт с грунтовой взлетно-посадочной полосой. Регулярное авиасообщение в настоящее время отсутствует.